# Campionato italiano a squadre di calcio da tavolo 1991
Il campionato italiano di calcio da tavolo a squadre 1991/1992 fu organizzato dall’AICIMS . La fase finale fu organizzata  a Milano

## Fase finale - Bologna

### Girone A
- S.C. CSEN Piemonte Torino - S.C. Napoli Ferrovia 2-1
- S.C. Granducato Toscana - S.C. Amico Baby Catania 4-0
- S.C. Granducato Toscana - S.C. Napoli Ferrovia 1-1
- S.C. CSEN Piemonte Torino - S.C. Amico Baby Catania 4-1
- S.C. Granducato Toscana - S.C. CSEN Piemonte Torino 1-4
- S.C. Amico Baby Catania - S.C. Napoli Ferrovia	 0-5

### Girone B
- S.C. San Vito Trieste - S.C. Re Artù Faenza 3-2
- Bologna Tigers Subbuteo - S.C. San Vito Trieste 4-0
- Bologna Tigers Subbuteo - S.C. Re Artù Faenza 3-1

## Finale 3º/4º posto

### S.C. San Vito Trieste - S.C. Napoli Ferrovia 3-2
| Edoardo Costanzo | Luigi Sparano   | 2-1             |
| Roberto Iacovich | Massimo Sparano | 2-3             |
| Lorenzo Pinto    | Bardari         | 1-0             |
| Edoardo Costanzo | Massimo Sparano | 0-5             |
| Roberto Iacovich | Luigi Sparano   | 2-2             |
| Roberto Iacovich | Massimo Sparano | 2-1 (spareggio) |

## Finale 1º/2º posto

### Bologna Tigers Subbuteo - S.C. CSEN Piemonte Torino 3-2
| Renzo Frignani   | Paolo Finardi    | 1-1             |
| Fabrizio Cavazza | Pierluigi Bianco | 1-4             |
| Paolo Spinelli   | Walter Gallo     | 3-1             |
| Renzo Frignani   | Pierluigi Bianco | 4-2             |
| Paolo Casali     | Paolo Finardi    | 0-5             |
| Renzo Frignani   | Paolo Finardi    | 5-2 (spareggio) |